# Quasi-Park Narodowy Nippō Kaigan
Quasi-Park Narodowy Nippō Kaigan (jap. 日豊海岸国定公園 Nippō Kaigan Kokutei Kōen) – quasi-park narodowy na Kiusiu, w Japonii.
Park obejmuje tereny usytuowane w prefekturach Ōita i Miyazaki, o obszarze 85,16 km².. 
Park jest klasyfikowany jako chroniący krajobraz (kategoria V) według IUCN.
Obszar ten został wyznaczony jako quasi-park narodowy 15 lutego 1974. Podobnie jak wszystkie quasi-parki narodowe w Japonii, jest zarządzany przez samorząd lokalny prefektury.